# Каюга-Гайтс (Нью-Йорк)
Каюга-Гайтс (англ. Cayuga Heights) — селище (англ. village) в США, в окрузі Томпкінс штату Нью-Йорк. Населення — 4114 особи (2020).

## Географія
Каюга-Гайтс розташована за координатами 42°28′4″ пн. ш. 76°29′18″ зх. д. / 42.46778° пн. ш. 76.48833° зх. д. (42.467675, -76.488417).  За даними Бюро перепису населення США в 2010 році селище мало площу 4,58 км², з яких 4,58 км² — суходіл та 0,00 км² — водойми.

## Демографія
Згідно з переписом 2010 року, у селищі мешкало 3729 осіб у 1541 домогосподарстві у складі 781 родини. Густота населення становила 814 осіб/км².  Було 1663 помешкання (363/км²).
Расовий склад населення:
| - 79,5 % — білих - 14,7 % — азіатів - 2,1 % — чорних або афроамериканців - 0,1 % — корінних американців |

До двох чи більше рас належало 2,6 %. Частка іспаномовних становила 4,7 % від усіх жителів.
За віковим діапазоном населення розподілялося таким чином: 15,4 % — особи молодші 18 років, 64,8 % — особи у віці 18—64 років, 19,8 % — особи у віці 65 років та старші. Медіана віку мешканця становила 34,7 року. На 100 осіб жіночої статі у селищі припадало 94,1 чоловіків;  на 100 жінок у віці від 18 років та старших — 90,3 чоловіків також старших 18 років.
Середній дохід на одне домашнє господарство  становив 107 544 долари США (медіана — 78 285), а середній дохід на одну сім'ю — 165 820 доларів (медіана — 162 598). За межею бідності перебувало 8,3 % осіб, у тому числі 1,6 % дітей у віці до 18 років та 4,2 % осіб у віці 65 років та старших.
Цивільне працевлаштоване населення становило 1602 особи. Основні галузі зайнятості: освіта, охорона здоров'я та соціальна допомога — 73,1 %, науковці, спеціалісти, менеджери — 6,3 %, мистецтво, розваги та відпочинок — 5,4 %.